# Propachylus fornicatus
Genre
Synonymes
- Metadiscocyrtus Roewer, 1929

Espèce
Synonymes
- Discocyrtus fornicatus Sørensen, 1884
- Propachylus singularis Roewer, 1913

Propachylus fornicatus, unique représentant du genre Propachylus, est une espèce d'opilions laniatores de la famille des Gonyleptidae.

## Distribution
Cette espèce est endémique de Bahia au Brésil. Elle se rencontre vers Aurelino Leal, Igrapiúna, Ilhéus, Itacaré, Ituberá et Uruçuca.

## Description
La femelle holotype mesure 11 mm.

## Systématique et taxinomie
Cette espèce a été décrite sous le protonyme Discocyrtus fornicatus par Sørensen en 1884. Elle est placée dans le genre Metadiscocyrtus par Roewer en 1929 puis dans le genre Propachylus par Carvalho, Kury et Santos en 2018 qui dans le même temps placent Propachylus singularis en synonymie.

## Publications originales
- Sørensen, 1884 : « Opiliones Laniatores (Gonyleptides W. S. Olim) Musei Hauniensis. » Naturhistorisk Tidsskrift, vol. 14, p. 555–646.
- Roewer, 1913 : « Die Familie der Gonyleptiden der Opiliones-Laniatores. » Archiv für Naturgeschichte, sér. A, vol. 79, no 4, p. 1–256 (texte intégral).